# Because We Want To
Because We Want To è il primo singolo discografico della cantante britannica Billie, pubblicato nel 1998.

## Il brano
Il brano è stato scritto da Dion Rambo, Jacques Richmond, Wendy Page e Jim Marr e prodotto da Jim Marr e Wendy Page. Esso è stato estratto dal primo album in studio dell'artista Honey to the B.
La canzone è diventata inno del campionato mondiale femminile di calcio 1999.

## Tracce
CD 1 (UK)
1. Because We Want To (radio mix) – 3:45
2. G.H.E.T.T.O.U.T. – 4:19
3. Because We Want To (Sgt. Rock 'Old Skool' mix-edit) – 4:11
4. 'Because We Want To (Tall Paul v's Billie mix) – 8:47

CD 2 (UK)
1. Because We Want To (radio mix) – 3:45
2. Because We Want To (street mix featuring Sweet P) – 5:12
3. Because We Want To (radio mix instrumental) – 3:45
4. Because We Want To (video)